# 韋瑟比
韋瑟比（Wetherby）是英格蘭西約克郡的一個城市，位於利茲都市區。韋瑟比的人口是 11,155人，整個民政教區在2011年的人口是10,772人。

## 友好城市
- 法國 普里瓦